# Scharfe Kurven für Madame
Scharfe Kurven für Madame ist eine französische Filmkomödie aus dem Jahr 1966 mit Louis de Funès. Der Film über einen cholerischen Restaurantbetreiber ist in Deutschland auch unter dem Titel Oscar hat die Hosen voll bekannt und lief auch als Louis, der Spaghettikoch. In der DDR war er unter dem Titel Das große Restaurant zu sehen.

## Handlung
Der Pariser Gastronom Septime führt ein renommiertes Gourmetrestaurant, wobei er den Geschäftsbetrieb nahezu bis zur Perfektion ausreizt. Dies bekommen vor allem seine Angestellten zu spüren, die er pedantisch drillt und teilweise sehr schroff zusammenstaucht. Auch ist er sich nicht zu schade, verkleidet die Qualität seines Gastronomiebetriebs zu testen.
Als Präsident Novales, Staatsoberhaupt eines offensichtlich lateinamerikanischen Landes, seinen Besuch im „Septime“ ankündigt, läuft der Restaurantchef zur Höchstform auf und bereitet dessen Ankunft entsprechend vor. Zum Höhepunkt des Abends will Septime die Pyramide à la Septime, ein mehrstöckiges flambiertes Dessert, entzünden. Doch dieses detoniert, wonach Novales wie vom Erdboden verschwunden scheint.
Die Polizei in Form eines dienstbeflissenen Kommissars sowie die Begleiter des Präsidenten vermuten eine Entführung und zunächst Septime als Drahtzieher. Doch nach einem polizeilichen Verhör wird er entlastet. Der Kommissar erklärt Septime, dass sich nach Novales’ Amtsantritt eine aus Militärs bestehende Opposition gebildet habe, die vom Ausland aus operiere. Diese Oppositionellen vermutet die Polizei nun hinter der Entführung. Doch wie nur der Zuschauer erfährt, stecken die von einem Kollaborateur aus Novales’ Stab geführten Gegner ebenfalls nicht hinter der Entführung. Um den Vorfall aufzuklären, heften sie sich fortan an Septimes Fersen.
Der Choleriker wird im weiteren Verlauf der Handlung immer mehr zum Spielball der beteiligten Parteien. Novales’ Sekretärin Sophia zwingt Septime, den Fall selbst aufzuklären, und die Polizei in Form des Kommissars benutzt diesen heimlich als Lockvogel, um bei einer fingierten Lösegeldübergabe die Oppositionellen (die polizeilicherseits als Entführer vermutet werden) dingfest zu machen. Das Geschehen verlagert sich in die Alpen, wohin Septimes Wagen von Sophia sowie den Oppositionellen per Auto und von der Polizei per Hubschrauber verfolgt wird. Die Polizei kann die Oppositionellen festnehmen und braucht Septime nicht mehr.
Doch kaum freigestellt, wird Septime erneut entführt und zu einem Privatanwesen verbracht. Hier trifft er den putzmunteren Novales bei der Gartenarbeit, der ihn aufklärt: Der Präsident selbst hat seine Entführung vorgetäuscht, um dem Stress seines Amtes für eine gewisse Zeit zu entkommen. Dass Septime hierbei ungewollt zum Opfer wurde, macht Novales später wieder gut: Er überlässt Septime Medienrummel und Ruhm für die erfolgreiche Aufklärung der Entführung und stilisiert ihn damit zum Helden.
Die sich anschließende Feier wird neuerlich von Septimes flambiertem Dessert abgerundet – das wieder explodiert.

## Synchronisation
| Darsteller           | Rolle                              | Synchronsprecher (BRD) | Synchronsprecher (DDR) |
| -------------------- | ---------------------------------- | ---------------------- | ---------------------- |
| Louis de Funès       | Monsieur Septime                   | Klaus Miedel           | Klaus Glowalla         |
| Bernard Blier        | Kommissar                          | Martin Hirthe          | Wolfgang Anton         |
| Maria-Rosa Rodriguez | Sophia                             | Ursula Heyer           | Barbara Lotzmann       |
| Venantino Venantini  | Henrique                           | Harry Wüstenhagen      | Rüdiger Evers          |
| Folco Lulli          | Präsident Novales                  | Alexander Welbat       | Dietrich Mechow        |
| Noël Roquevert       | Minister                           | Wilhelm Borchert       | Hinrich Köhn           |
| Jacques Legras       | Polizeiagent                       | Horst Niendorf         | Horst Kempe            |
| Robert Destain       | Baron                              | Wolfgang Lukschy       |                        |
| Eugene Deckers       | Vertrauter des Präsidenten Novales | Wolfgang Lukschy       |                        |
| France Rumilly       | Baronin                            |                        |                        |
| Paul Préboist        | Sommelier                          | Hans Hessling          | Martin Zehner          |
| Jean Ozenne          | Empfangschef                       | Hugo Schrader          | N.N.                   |
| Yves Arcanel         | Henri                              | Rolf Schult            | Justus Fritzsche       |
| Pierre Tornade       | Maître                             | Franz Otto Krüger      | Hans-Joachim Hegewald  |
| Michel Modo          | Roger                              | Horst Gentzen          | Hasso Billerbeck       |
| Frédéric Santaya     | Verschwörer                        | Gerd Martienzen        | N.N.                   |
| Robert Dalban        | Verschwörer                        | Eduard Wandrey         | Alfred Bohl            |
| Claus Holm           | Dr. Müller                         | Heinz Petruo           | N.N.                   |

## Kritik
„Vergnügliche Unterhaltung mit gelungenen Einfällen“, schreibt kurz das Lexikon des internationalen Films. Der Evangelische Film-Beobachter dagegen zieht folgendes Fazit: „An Einfallsschwindsucht leidendes Lustspiel, das auch mit Hilfe des französischen Originals Louis de Funès nicht befriedigend über die Runden gebracht werden konnte. Ein gänzlich irreführender Titel sollte da wohl ein wenig nachhelfen. Ab 14 keine Bedenken, aber auch keine Empfehlung.“

## Trivia
- Louis de Funès wird hier von Klaus Miedel synchronisiert statt von Gerd Martienzen, in der erheblich später hergestellten DEFA-Fassung von Klaus Glowalla.
- In einer Szene erläutert Septime dem deutschen Gast Müller ein Rezept für ein Kartoffelsoufflé mit Muskatnuss. Dabei wirft eine Lampe einen solchen Schatten auf de Funès’ Gesicht, dass dieser mit Bart und Frisur wie Adolf Hitler wirkt. Zusätzlich spricht Septime (auch im französischen Original) dabei deutsch und passt seinen Sprachduktus dem Hitlers an. Diese Szene wurde in der DDR anfänglich gezeigt, jedoch alsbald herausgeschnitten.
- Die Außenansichten des im Film dargestellten Restaurants wurden vor dem heutigen Restaurant „Ledoyen“ in Paris aufgenommen, das sich direkt hinter dem Petit Palais an der Avenue Dutuit befindet.
- In der deutschen Fassung fällt einmal das in dieser Situation unangemessene Wort „Untermenschen“. Dieser Ausdruck wurde in der DDR-Synchronisation nicht übernommen.